# Carlos Eddé
Pour les articles homonymes, voir Eddé.
Carlos Eddé (كارلوس إدة) est un homme politique libanais né en 1956, ancien “Amid” (doyen) du Bloc national de 2001 à 2021, Carlos Eddé a succédé à son oncle Raymond Eddé. Il avait été élu par l'assemblée du parti quelques heures après le décès de son oncle.
Carlos Eddé n’avait jamais eu d’activité politique au Liban et qu’il avait surtout vécu au Brésil. Il maîtrise peu la langue arabe classique, ce qui lui pose certains problèmes lors d'interviews télévisés et discours publics.
Il adopte une posture fortement laïque et anti-syrienne, mais indépendante des autres partis et mouvements. En automne 2004, il se rapproche des autres partis de l’opposition, avec son refus de la décision syrienne visant à proroger le mandat du Président de la république Émile Lahoud. Il prend part active à l’unification des forces de l’opposition qui aboutira à la Révolution du Cèdre. Il se présente aux élections législatives de 2005, pour le siège maronite de Byblos(Jbeil), au sein de la liste de l'Alliance du 14 mars, qui est défaite par la liste du général Michel Aoun 28 125 voix contre 56 840.
Il se présente de nouveau aux élections législatives libanaises en 2009 dans la casa de Kesrouan. La liste qu'il intègre échoue en entier devant celle menée par le général Michel Aoun.